# Zgornje Dobje, Bekštanj
Zgornje Dobje (nemško Oberaichwald) je naselje v Občini Bekštanj v Okraju Beljak-dežela na Koroškem v Avstriji.